# Trượt tuyết nhảy xa
Trượt tuyết nhảy xa (ski jumping) là một môn thể thao mùa đông, trong đó vận động viên trượt xuống từ một đoạn dốc được thiết kế đặc biệt thuộc phạm vi đường trượt, sau đó cố gắng nhảy càng xa càng tốt. Các tiêu chí chấm điểm là nhảy được bao xa, phong cách trình diễn và một số yếu tố khác. Ski jumping lần đầu tiên được tổ chức ở Na Uy vào cuối thế kỷ 19, và sau đó lan rộng khắp Âu châu và Bắc Mỹ vào đầu thế kỷ 20. Môn này cùng với môn cross-country skiing ("trượt tuyết xuyên quốc gia") là những môn truyền trống của phong cách trượt tuyết Bắc Âu.
Địa điểm thi đấu ski jumping thường được gọi bằng thuật ngữ ski jumping hill ("đồi ski jumping"), bao gồm một con dốc, bàn đạp để nhảy và một đồi tiếp đất. Mỗi phần thi được chấm điểm dựa vào khoảng cách nhảy bao xa và phong cách trình diễn đẹp hay không. Khoảng cách nhảy được bao xa được so sánh với "điểm xây dựng" (còn được gọi là điểm K), có thể hiểu là so với một đường thẳng vạch sẵn ở khu vực tiếp đất, đóng vai trò là "mục tiêu" để các vận động viên nhắm đến. Điểm số tối đa cho phong cách trình diễn là 20 điểm. Kỹ thuật nhảy ski jumping đã trải qua thời gian dài cải tiến, từ phong cách nhảy ván trượt song song hai tay hướng về phía trước đến phong cách nhảy kiểu chữ V mà ngày nay rất phổ biến.
Môn ski jumping xuất hiện trong danh mục môn thi Thế vận hội mùa đông kể từ năm 1924 và tại Giải vô địch trượt tuyết thế giới FIS Bắc Âu kể từ năm 1925, lúc đó chỉ có đàn ông tham gia chơi. Phụ nữ mới bắt đầu tham gia môn này kể từ những năm 1990, còn phải đến Thế vận hội mùa đông 2014 thì vận động viên nữ mới chính thức tham dự tranh tài. Liên đoàn Trượt tuyết Quốc tế (FIS) là cơ quan quản lý tất cả các sự kiện ski jumping lớn trên thế giới. Stefan Kraft là vận động viên hiện đang giữ kỷ lục ski jumping xa nhất với thành tích 253,5 mét vào năm 2017.
Không nhất thiết phải đợi đến mùa đông mới chơi được ski jumping. Vào mùa hè người ta có thể ski jumping trên đường trượt bằng sứ, riêng phần cỏ trên dốc được phủ nhựa ngậm nước. Giải thi đấu mùa hè cấp độ cao nhất là FIS Ski Jumping Grand Prix từ năm 1994.